# سیارک ۸۹۶۴
سیارک ۸۹۶۴ (به انگلیسی: 8964 Corax، نامگذاری:7643P-L) هشت هزار و نهصد و شصت و چهارمین سیارک کشف شده‌است که در ۱۷ اکتبر ۱۹۶۰ کشف شد.
قدر مطلق سیارک برابر ۱۵٫۰۰ است.